# جاي ريتشاردسون (لاعب كرة قدم أمريكية)
جاي ريتشاردسون (بالإنجليزية: Jay Richardson)‏ هو لاعب كرة قدم أمريكية أمريكي، ولد في 27 يناير 1984 في واشنطن العاصمة في الولايات المتحدة.

## وصلات خارجية
- جاي ريتشاردسون على موقع مرجع كرة القدم المحترفة.كوم (الإنجليزية)